# Tiger Child
Tiger Child va ser la primera pel·lícula IMAX que es va realitzar. Va ser dirigida pel cineasta canadenc Donald Brittain i produïda per Roman Kroitor i Kichi Ichikawa. Es va estrenar a l'Exposició Universal d'Osaka de 1970 al pavelló del Grup Fuji.